# Pril
En pril  (af nederlandsk og nedertysk: Priel, nordfrisisk priil) er tidevandsstrømme i vadehavet eller i marsken, som er forbundet med det åbne hav eller med større priler. Det er gennem prilerne, vandet med stor hastighed strømmer ind og ud af Vadehavet ved ebbe og flod.
Den største danske pril er Listerdyb mellem vadehavsøerne Sild og Rømø, i en rende ca. 1,5 km bred og 30 m dyb, de tre andre store er Juvre dyb (mellem Rømø og Mandø), Knudedyb (mellem Mandø og Fanø) og Grådyb (mellem Fanø og Skallingen. Mange tidevandsrender har en stærk og farlig strømning. Det kan være farlig at krydse en pril ved en vadevandring, fordi vanddybden er svær at bedømme. Store priler i Sydslesvig er Fartrap Dyb (syd for Sild), Nørre og Sønder Aa syd for Amrum og Før samt Heverstrømmen i vadehavet nord for Ejdersted.

## Dannelse
Priler dannes fortrinsvis af ebbestrømmen. Når vandstanden begynder at synke, vil vandet efterhånden strømme til de lavest liggende områder. Her vil vandstrømmen bevirke, at der kan ske en erosion og materialetransport bort, hvorved afstrømningsrenden vil blive yderligere forstærket. Den evne, som ebbestrømmen har til at erodere kan illustreres af, at den vandmængde, som i hver tidevandsperiode skal føres ud i havet ved en tidevandsstørrelse på 1,5-2 meter, svarer til 2-3 gange den nedbør, som falder på et tilsvarende areal. Eftersom afstrømningen samles i bestemte render, bliver evnen til at erodere så meget større netop her.
Flodstrømmens indvirkning på prilen er ret lille. I begyndelsen er flodstrømmen så beskeden, at den ikke kan overskride ebbestrømmen, og der sker derfor snarere en opstemning af vand. Efterhånden, som opstemningen bliver så stor, at den overgår vadens overflade, strømmer flodstrømmen ind over denne og kan danne et særligt flodskår. Da ebbestrømmen er ret stærk selv henimod slutningen, indtræder der efterhånden en situation, hvor flodstrømmen overgår ebbestrømmen i styrke, men deles i to: en del strømmer via det flodskår, der er dannet, mens en anden del udnytter ebbeskåeret - prilen - men således, at der parallelt strømmer en ebbestrøm i den ene side af prilen og en flodstrøm i den anden. Når vandstanden over mundingsvaderne har nået en bestemt højde, vil flodstrømmen med stor styrke trænge ind i ebbeskåret, men da det sker sideværts, og da flodstrømmen løber ligeud hvis muligt, vil den gentagne gange ramme ebbeskårets sider og her med størst styrke trænge ind over vaderne.
Da flodstrømmen tenderer at løbe ligeud, mens prilen og ebbestrømmen tenderer at slynge sig, vil der opstå hvirveldannelser i vandet, som medfører, at der eroderes i bunden. Flodstrømmen opfører sig som om, at den må presses igennem en snæver passage og vil derfor være stærk og udgrave sit eget leje. Men når strømmen således får to passager at løbe i, vil strømstyrken aftage og medført materiale blive aflejret i en hestesko- eller halvmåneformet banke. Ofte dannes en svag lavning i flodbankens spids, og bankens højeste dele ligger en smule til siderne i forhold til spidsen.
Som følge af disse processer vil prilen få en sammensat struktur bestående af en hovedrende for ebbestrømmen kombineret med flodskår, flodbanker, hvirveluddybninger samt levéedannelser langs yderkanten af buen.
- Mindre pril
- Pril i saltengene ved Sankt Peter-Ording